# 1980年レークプラシッドオリンピックのイギリス選手団
1980年レークプラシッドオリンピックのイギリス選手団（1980ねんレークプラシッドオリンピックのイギリスせんしゅだん）は、1980年2月13日から2月24日まで、アメリカ合衆国ニューヨーク州のレークプラシッドで開催された1980年レークプラシッドオリンピックのイギリス選手団、およびその競技結果。

## 概要
今大会は前回大会と同じく金メダル1個、銀メダルと銅メダルは無しに留まった。
フィギュアスケートの男子シングルでロビン・カズンズが今大会イギリス選手団唯一のメダルとなった金メダルを獲得した。

## メダル
| メダル | 選手名           | 競技               | 種目         |
| ------ | ---------------- | ------------------ | ------------ |
| 金     | ロビン・カズンズ | フィギュアスケート | 男子シングル |